# António Dias Lourenço

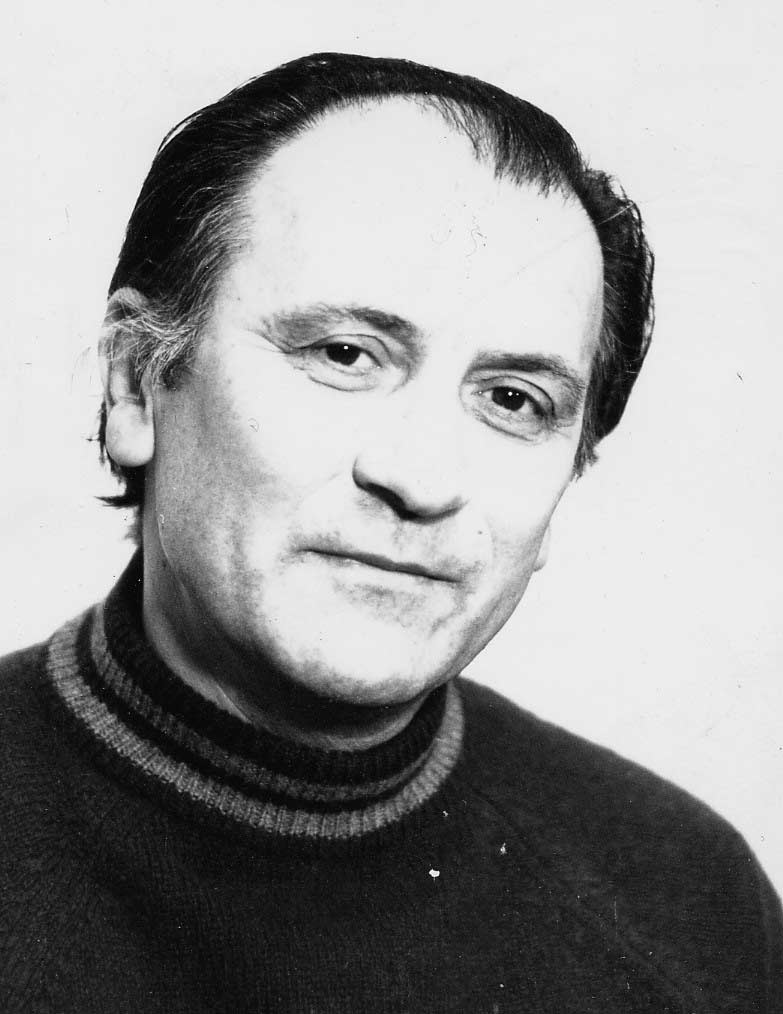
António Dias Lourenço

António Dias Lourenço (Vila Franca de Xira, 25 de março de 1915 - Lisboa 7 de agosto de 2010), foi um dos mais destacados dirigentes comunistas da história do Partido Comunista Português e protagonizou uma das mais audaciosas fugas das prisões fascistas ao evadir-se do Forte de Peniche em 1954. Faleceu com 95 anos de idade.

## Biografia
Dias Lourenço nasceu em Vila Franca de Xira. A sua mãe era costureira e o seu pai ferreiro. Aderiu ao Partido Comunista Português com apenas 13 anos de idade, tendo passado a militante em 1932 com apenas 17 anos. Em 1943 foi eleito para membro do Comité Central do PCP, posição que manteve até 1996.
Torneiro mecânico de profissão, trabalhou nas Oficinas Gerais de Aeronáutica, em Alverca do Ribatejo, chegando a trabalhar no avião de Gago Coutinho e Sacadura Cabral.
Foi preso político, pela primeira vez, em 1942 e protagonizou uma das mais audaciosas fugas da Prisão de Peniche em 1954. Bom nadador, atirou-se ao oceano em pleno dezembro e combateu com sucesso o mar revolto até chegar a terra. Esta experiência levou-o, num trabalho meticuloso e sigiloso que durou muitos meses, a organizar a famosa "fuga de Peniche", de Álvaro Cunhal e mais 10 membros do PCP.
Passou a integrar o Secretariado do PCP a partir de 1957, onde permaneceu até 1962, ano em que foi preso pela segunda vez, tendo passado um total de 17 anos nas cadeias fascistas como preso político.
Foi jornalista do jornal O Diabo, responsável pelo jornal Avante! entre 1957 e 1962 e seu director desde a publicação do primeiro número em 17 de maio de 1974 até 1991.
Foi deputado entre 1975 e 1987. Teve notória intervenção da Assembleia Constituinte, contribuindo para a elaboração da constituição portuguesa aprovada a seguir ao 25 de Abril.
Dias Lourenço dizia que o seu número de sorte e de azar era o 17 pois viveu 17 anos na clandestinidade, esteve preso 17 anos e dirigiu o jornal 'Avante!' também por 17 anos. A primeira edição do 'Avante!', feita sob a sua direcção, foi a 17 de maio de 1974. Tornou-se militante do PCP em 1932, aos 17 anos de idade.
Foi enterrado em 8 de agosto de 2010 no cemitério do Alto de São João, em Lisboa. Estiveram no  seu enterro cerca de 500 pessoas.

## Obra editada
- Vila Franca de Xira: Um Concelho no País: Contribuição para a História do Desenvolvimento Socioeconómico e do Movimento Político Cultural. Vila Franca de Xira: Câmara Municipal de Vila Franca de Xira. 1995. 284 páginas[5]
- Alentejo, legenda e esperança. Lisboa: Caminho. 1997. 199 páginas. ISBN 972-21-1120-5
- Saudades... Não Têm Conto! Cartas da prisão para o meu filho Tóino. Lisboa: Avante. 2004. 59 páginas. ISBN 972-550-304-X[6]